# Fizjocenoza
Fizjocenoza (gr. phýsis natura, koinós wspólny) – wewnętrznie zróżnicowany, ponadekosystemalny układ naturalny utworzony przez wiele różnych ekosystemów, całość przyrody na danym obszarze, czyli zróżnicowane biocenozy wraz z ich siedliskami, wspólnie tworzące określony krajobraz. Termin wprowadził Adam Wodziczko w 1932 roku.
Fizjocenoza jest też definiowana jako krajobraz, część epigeosfery stanowiąca złożony przestrzennie geokompleks o swoistej strukturze i wewnętrznych powiązaniach, lub jako heterogenny fragment terenu, złożony z powiązanych wzajemnie ekosystemów.
Przykładem fizjocenozy jest strukturalno-funkcjonalny układ ekosystemów miasta.